# Krzysztof Suprowicz
Krzysztof Mieczysław Suprowicz (ur. 15 października 1953 w Warszawie) – polski arabista, tłumacz, dyplomata w stopniu ambasadora tytularnego; ambasador RP w Jemenie (1996–2002), Mołdawii (2005–2009) i Katarze (2014–2017). 

## Życiorys
Absolwent anglistyki na Uniwersytecie Bukareszteńskim oraz z wyróżnieniem arabistyki na Uniwersytecie Warszawskim (1980, promotor – Józef Bielawski). Po studiach przez rok pracował na UW, a od 1981 do 1987 był pracownikiem różnych instytucji handlowych i międzynarodowych, m.in. Budimexu w Bagdadzie.
Od 1991 z krótkimi przerwami związany z Ministerstwem Spraw Zagranicznych. Pełnił funkcję I sekretarza ambasady w Bukareszcie (1993), naczelnika Wydziału Europy Południowo-Wschodniej. W latach 1993–1994 ponownie pracował w sektorze prywatnym, po czym wrócił do MSZ. W 1996 otrzymał nominację na ambasadora w Republice Jemeńskiej z akredytacją na Etiopię, Erytreę i Dżibuti. W 2000 został uprowadzony przez lokalnych rebeliantów i po kilku dniach wypuszczony. Misję zakończył 29 sierpnia 2002. Do 2004 pracował w Departamencie Zagranicznej Polityki Ekonomicznej. Latem 2003 jako chargé d'affaires reaktywował ambasadę w Etiopii. Od marca 2004 był wicedyrektorem Departamentu Afryki i Bliskiego Wschodu. W latach 2005–2009 był ambasadorem w Mołdawii. Od 2009 do 2014 pracował w Referacie Państw Zatoki Perskiej Departamentu Afryki i Bliskiego Wschodu MSZ. Od stycznia 2014 do 27 października 2017 ambasador w Katarze.
Odznaczony mołdawskim Orderem Honoru.
Biegle posługuje się językami: angielskim, arabskim, rumuńskim, rosyjskim; roboczo niemieckim i francuskim. Jest żonaty, ojciec dwóch córek.